# Autostima (singolo)
Autostima è un singolo del rapper italiano Luchè, pubblicato il 23 aprile 2025 come secondo estratto dal sesto album in studio Il mio lato peggiore.

## Descrizione
Il brano, scritto dallo rapper, è prodotto da Luca Pace, in arte The Night Skinny, e Rosario Castagnola, in arte D-Ross, e ha anticipato l'uscita dell'album Il mio lato peggiore, uscito il 16 maggio 2025.

## Tracce
Testi di Luca Imprudente, musiche di Luca Pace e Rosario Castagnola.
1. Autostima – 2:51

## Formazione
- Luca "Luchè" Imprudente – voce
- Luca "The Night Skinny" Pace – programmazione, produzione
- Rosario "D-Ross" Castagnola – programmazione, produzione

## Classifiche
| Classifica (2025) | Posizione massima |
| ----------------- | ----------------- |
| Italia            | 45                |